# يوهان مولر
يوهان مولر (بالألمانية: Johann Baptist Müller) (و. 1850 – 1930 م) هو عالم عقيدة، من ألمانيا، توفي عن عمر يناهز 80 عاماً.